# NGC 3981
NGC 3981 este o galaxie spirală situată în constelația Cupa. A fost descoperită în 7 februarie 1785 de către William Herschel. Se află la o distanță de 18,97 megaparseci de Pământ.